# Brochów (gemeente)
De gemeente Brochów is een landgemeente in het Poolse woiwodschap Mazovië, in powiat Sochaczewski.
De zetel van de gemeente is in Brochów.
Op 30 juni 2004 telde de gemeente 4234 inwoners.

## Oppervlakte gegevens
Op 2002, gmina Brochów 116,76 km², waarvan:
- agrarisch gebied: 53%
- bossen: 38%

De gemeente beslaat 15,97% van de totale oppervlakte van de powiat.

## Administratieve plaatsen (sołectwo)
Andrzejów-Brochocin, Bieliny-Sianno, Brochów, Brochów-Kolonia-Malanowo, Famułki Brochowskie, Famułki Królewskie, Górki, Hilarów, Janów, Konary, Kromnów-Gorzewnica, Lasocin, Łasice, Miszory, Nowa Wieś-Śladów, Olszowiec, Piaski Duchowne-Piaski Królewskie, Plecewice, Przęsławice, Tułowice, Wilcze Tułowskie-Wilcze Śladowskie, Wólka Smolana.
Zonder de status sołectwo : Janówek.

## Aangrenzende gemeenten
Czerwińsk nad Wisłą, Kampinos, Leoncin, Młodzieszyn, Sochaczew, Sochaczew, Wyszogród